# Kirker i Thisted Amt
Thisted Amt var et amt før Kommunalreformen i 1970.
Kirkerne i Thisted Amt fordeler sig i syv herreder:

## Hassing Herred
- Bedsted Kirke
- Grurup Kirke
- Harring Kirke
- Hassing Kirke
- Hvidbjerg Kirke
- Hørdum Kirke
- Hørsted Kirke
- Lodbjerg Kirke
- Skyum Kirke
- Snedsted Kirke
- Stagstrup Kirke
- Sønderhå Kirke
- Villerslev Kirke
- Visby Kirke
- Ørum Kirke

## Hillerslev Herred
- Hansted Kirke –
- Hillerslev Kirke –
- Hjardemål Kirke –
- Hjardemål Klit Kirke i Hjardemål Sogn
- Hunstrup Kirke –
- Klitmøller Kirke –
- Kåstrup Kirke –
- Nors Kirke –
- Ræhr Kirke –
- Sennels Kirke –
- Tved Kirke –
- Vester Vandet Kirke –
- Vigsø Kirke –
- Øster Vandet Kirke –
- Østerild Kirke –

## Hundborg Herred
- Hundborg Kirke
- Jannerup Kirke
- Kallerup Kirke
- Nørhå Kirke
- Sjørring Kirke
- Skinnerup Kirke
- Skjoldborg Kirke
- Stenbjerg Kirke i Stenbjerg Sogn
- Thisted – Thisted Kirke
- Thisted – Tilsted Kirke
- Thorsted Kirke i Thorsted Sogn
- Vang Kirke
- Vorupør Kirke

## Morsø Nørre Herred
- Alsted Kirke
- Bjergby Kirke
- Dragstrup Kirke
- Ejerslev Kirke
- Erslev Kirke
- Flade Kirke
- Galtrup Kirke
- Jørsby Kirke
- Sejerslev Kirke
- Skallerup Kirke
- Solbjerg Kirke
- Sundby Kirke
- Sønder Dråby Kirke
- Tødsø Kirke
- Øster Jølby Kirke

## Morsø Sønder Herred
- Agerø Kirke i Agerø Sogn
- Blidstrup Kirke
- Elsø Kirke
- Frøslev Kirke
- Hvidbjerg Kirke
- Karby Kirke
- Ljørslev Kirke
- Lødderup Kirke
- Mollerup Kirke
- Nykøbing Mors – Sankt Clemens Kirke – Nykøbing M Sogn
- Ovtrup Kirke
- Rakkeby Kirke
- Redsted Kirke
- Tæbring Kirke
- Vejerslev Kirke
- Vester Assels Kirke
- Ørding Kirke
- Øster Assels Kirke

## Refs Herred
- Agger Kirke
- Boddum Kirke
- Gettrup Kirke
- Helligsø Kirke
- Heltborg Kirke
- Hurup Kirke
- Hvidbjerg Kirke
- Jegindø Kirke
- Lyngs Kirke
- Odby Kirke
- Søndbjerg Kirke
- Vestervig Kirke
- Ydby Kirke

## Vester Han Herred
- Arup Kirke
- Fjerritslev Kirke i Fjerritslev Sogn
- Gøttrup Kirke
- Hjortdal Kirke
- Kettrup Kirke
- Klim Kirke
- Kollerup Kirke
- Lild Kirke
- Lildstrand Kirke – Lild Sogn
- Tømmerby Kirke
- Vesløs Kirke
- Torup Kirke
- Vust Kirke
- Øsløs Kirke

Efter Kommunalreformen i 1970 blev Thisted Amt delt mellem de tre amter: Nordjyllands Amt, Ringkjøbing Amt og Viborg Amt.